# Catanduvas (Santa Catarina)
Catanduvas es un municipio brasileño del estado de Santa Catarina. Tiene una población estimada al 2022 de 10 566 habitantes. Pertenece a la Región metropolitana de Contestado.
El municipio es uno de los mayores productores de mate del estado, considerada la capital del Chimarrão(portugués para mate), realiza el Festival del Chimarrão cada año.

## Toponimia
Catanduvas viene del tupí que significa "recolección de bosque duro": ka'a (bosque), atã (duro) y tyba (recolección).

## Historia
La localidad comenzó a ser colonizada a principios del Siglo XX tras la construcción del tren de Río do Peixe. Principalmente mulatos, tras la Guerra del Contestado llegaron inmigrantes italianos, alemanes y polacos.
Fue elevado a distrito de Cruzeiro en 1917, y se emancipó en 1963.